# Yalentay
Yalentay är en ort i Mexiko.   Den ligger i kommunen Zinacantán och delstaten Chiapas, i den sydöstra delen av landet, 700 km öster om huvudstaden Mexico City. Yalentay ligger 2 494 meter över havet och antalet invånare är 597.
Terrängen runt Yalentay är kuperad åt nordost, men åt sydväst är den bergig. Yalentay ligger uppe på en höjd. Runt Yalentay är det ganska tätbefolkat, med 54 invånare per kvadratkilometer. Närmaste större samhälle är San Cristóbal de las Casas, 12,2 km öster om Yalentay. I omgivningarna runt Yalentay växer huvudsakligen savannskog.